# Филомино
| Примерно филомино с умерена трудност |
| ------------------------------------ |
|                                      |

| Решение на примерното филомино |
| ------------------------------ |
|                                |

Филомино (на английски: Fillomino, на японски: フィルオミノ) е игра от тип логическа задача, която се играе на разграфена квадратна или правоъгълна решетка, в някои от чиито клетки по условие са вписани числа („показания“).  Целта е решетката да бъде разделена от играча на сегменти с полиомино форми по следните правила: 
- Всяка клетка с вписано в нея показание n е част от полиомино с размер n;
- Два полиомино сегмента с едно и също число за показание (съответно, един и същ брой клетки в сегмента) не могат да са долепени, т.е. да делят обща страна. (С други думи: ако две еднакви числа са в съседни клетки с обща страна, то те трябва да са част от едно полиомино.)

Възможно е две клетки от решетката, съдържащи едно и също число за показание, да принадлежат на едно и също полиомино. Също е възможно за дадено полионимо да не е дадена нито една клетка с показание. 

## Варианти
Филомино може да се адаптира към различни геометрии. Например, вместо квадратни клетки да се използват шестоъгълник. Друг вариант на играта е с букви вместо числа и дефинирано еднозначно съотвествие между буква и форма, размер или ориентация на полиоминото).
Съществува компютърно базиран вариант на играта, наречен "Filling", в който играещият въвежда числата в клетките, а компютърът изчертава вместо него границите на образуващите се по този начин полиомино сегменти. Вариант на играта под iOS, наречен "Fields" е лансиран през 2013 година.